# Épilimnion

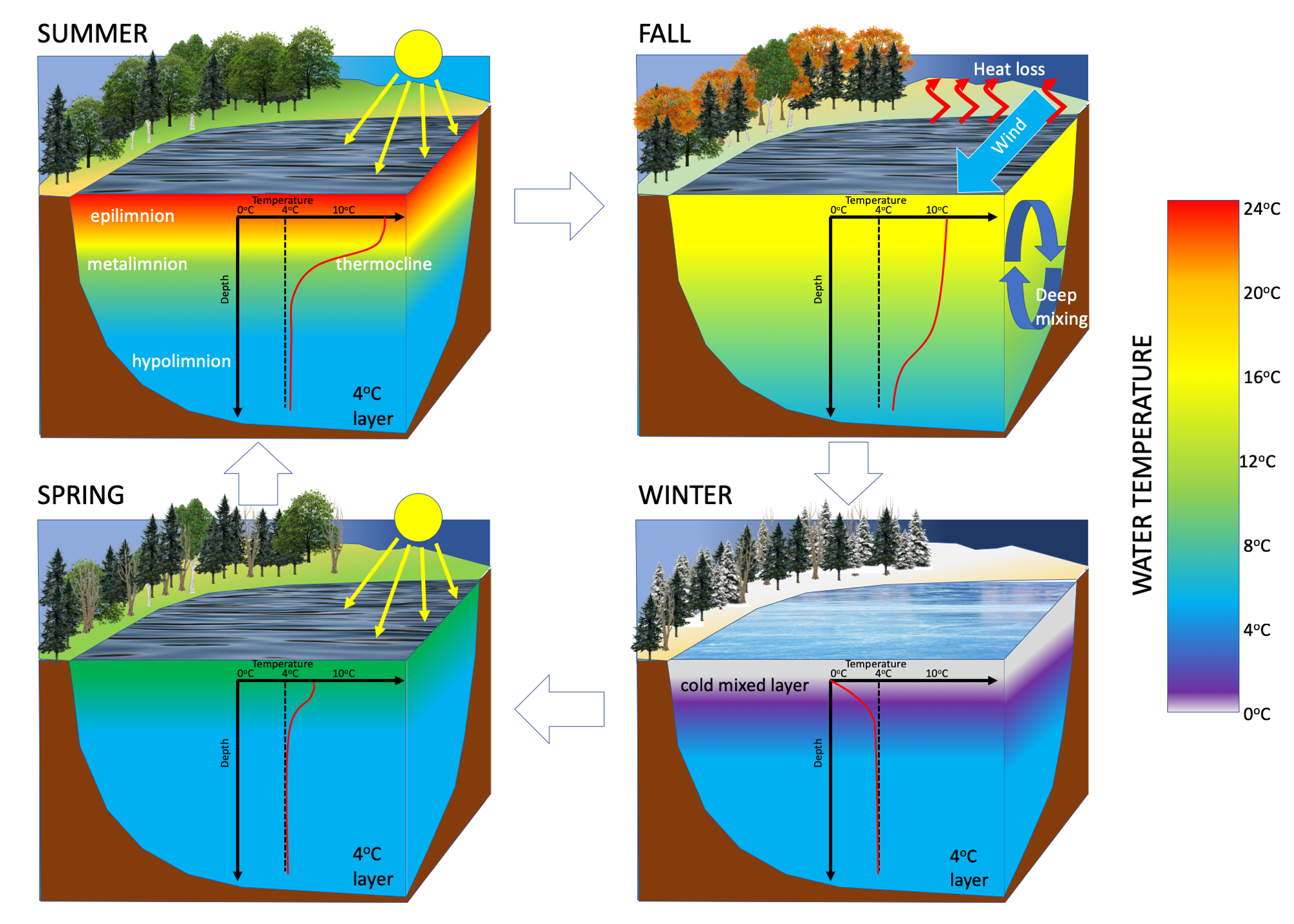
Cycles saisonniers de stratification thermique dans un lac dimictique.

L'épilimnion est la couche d'eau située au-dessus du métalimnion, c'est-à-dire de la thermocline.
C'est la couche thermique la plus bioproductive ; son épaisseur varie généralement entre 15 et 30 m, selon la saison et la profondeur du lac.